# Світ (Новий-Двір-Мазовецький)
Міський спортивний клуб «Світ» Новий-Двір-Мазовецький (пол. Miejski Klub Sportowy Świt Nowy Dwór Mazowiecki) — польський футбольний клуб з міста Новий-Двір-Мазовецький, заснований у 1935 році. Виступає в Третій лізі. Домашні матчі приймає на міському стадіоні місткістю 3600 глядачів.